# سپرگیران
سپرگیران (نام علمی: Heliozelidae) نام یک تیره از بالاخانواده برگ‌برنده‌واران است.